# وحدة طولون الحضرية
تحدد الوحدة الحضرية لمدينة طولون، وفقًا للمعهد الوطني للإحصاء والدراسات الاقتصادية (INSEE)، جميع البلديات التي تتمتع باستمرارية البناء حول مدينة طولون.